# Tom Holmoe

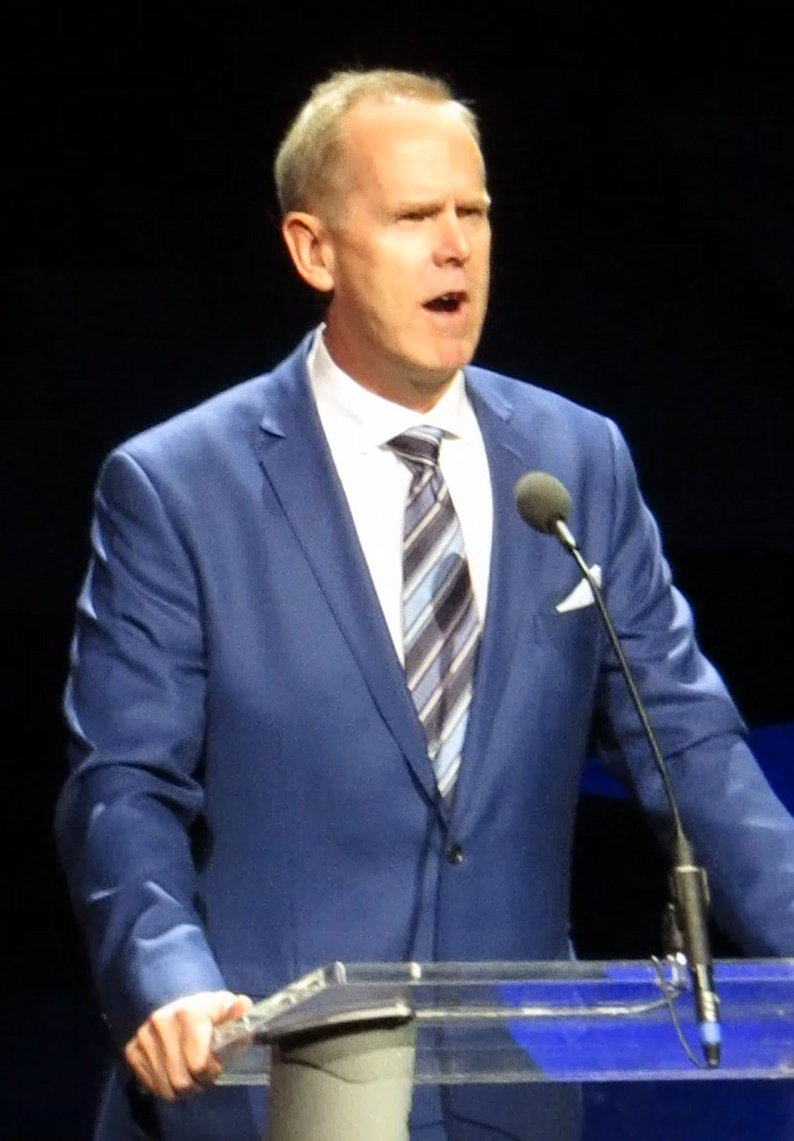
Imagem do ex-jogador de futebol americano estadunidense Tom Holmoe.

Tom Holmoe é um ex-jogador profissional de futebol americano estadunidense. Ele foi campeão da temporada de 1988 da National Football League jogando pelo San Francisco 49ers.